# Hungerturm Priebus

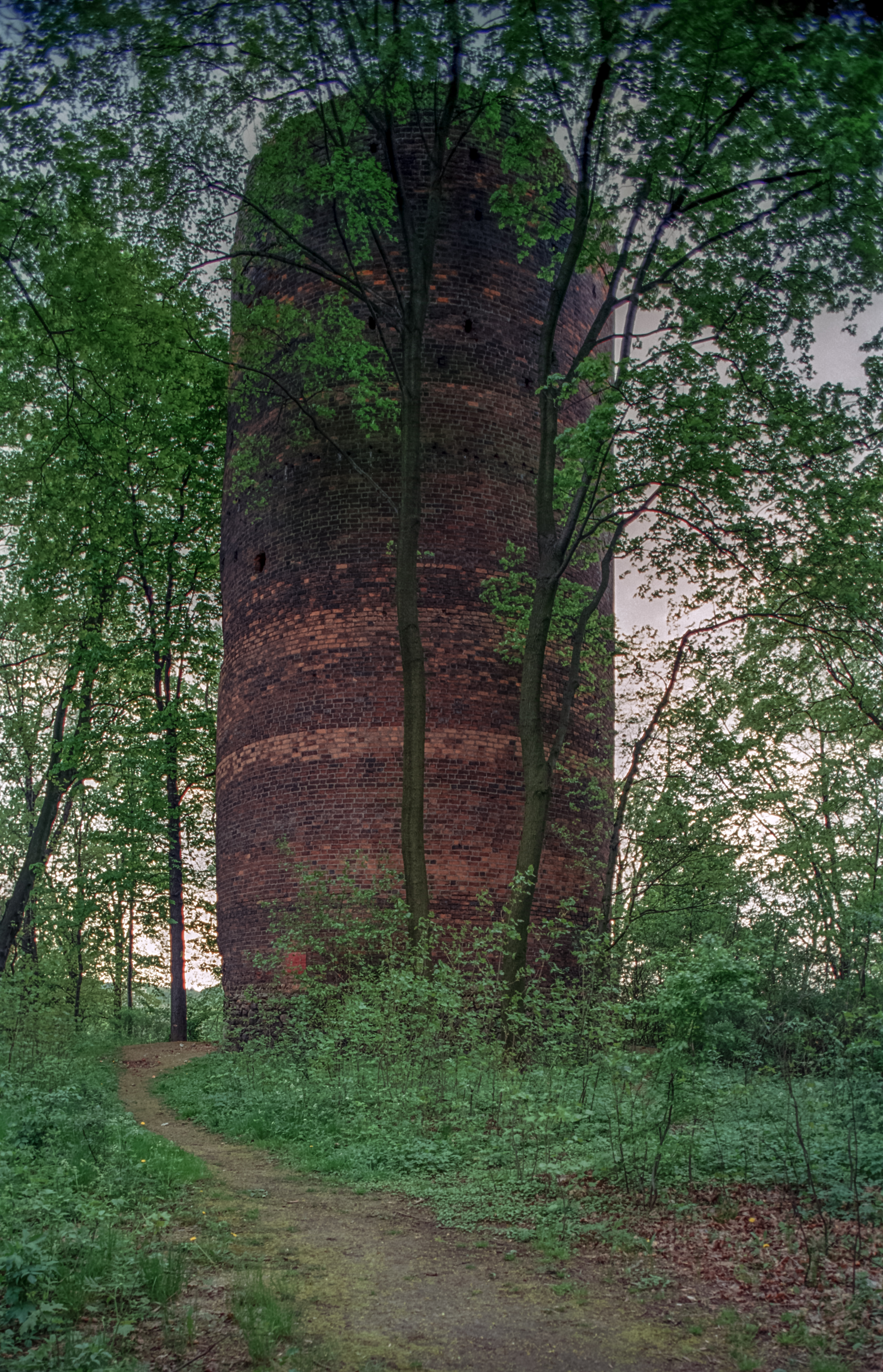
Hungerturm Priebus

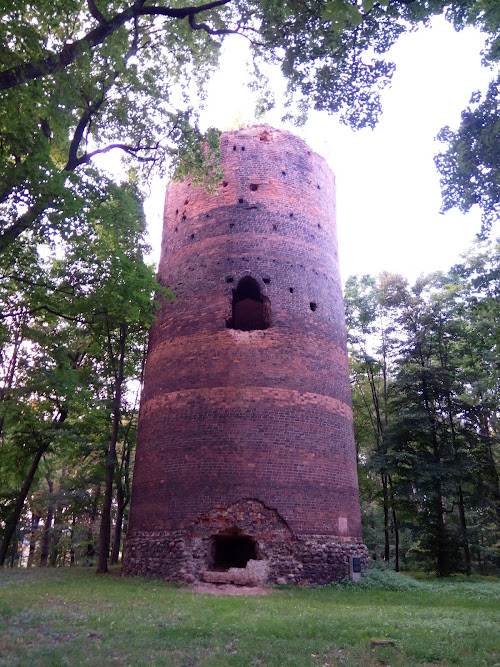

Der Hungerturm Priebus (polnisch Wieża głodowa Przewóz) ist der erhaltene Überrest einer Burganlage in Przewóz (deutsch Priebus) in der Woiwodschaft Lebus in Polen.

## Geschichte
Das Priebuser Gebiet gehörte bis etwa 1210 zur Lausitz und kam danach an die schlesischen Piasten. Diese ließen am Ufer der Neiße eine Burg erbauen. Als deren erster Kastellan ist für das Jahr 1260 Ulrich von Pack bezeugt. Bis 1319 gehörten Stadt und Burg zum Herzogtum Glogau, 1320 bis 1346 dem Herzog Heinrich von Jauer, danach den Pack auf Sorau, denen 1354 die Herren von Hakeborn folgten. 1413 gelangte Priebus an das Herzogtum Sagan.

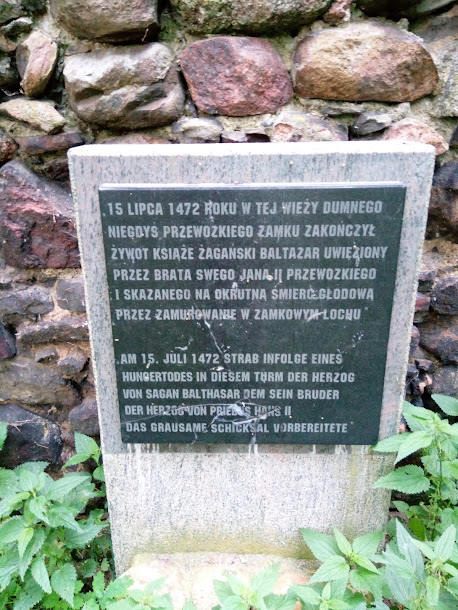

Der aus Backsteinen errichtete Rundbau war ein Teil der vormaligen Burganlage, die von Herzog Konrad I. von Glogau errichtet wurde. Die Bezeichnung „Hungerturm“ geht darauf zurück, dass der Saganer Herzog Johann II. seinen Bruder Balthasar in dem Turm gefangen hielt, wo dieser am 15. Juli 1472 starb.
Der Turm stand frei auf der Burgfläche von etwa 1200 m², mit einem Durchmesser von 11 m und einer Höhe von 22,5 m.